# Kulík pacifický
Kulík pacifický (Pluvialis fulva) je druh bahňáka z čeledi kulíkovité (Charadriidae). Obývá tundru východní palearktidy a severozápad Severní Ameriky. Podle Mezinárodního svazu ochrany přírody patří kulík pacifický mezi málo dotčené druhy, trend celkové populace i populace v Severní Americe je klesající.

## Výskyt
V době rozmnožování se vyskytuje v tundře v arktických pobřežních oblastech Sibiře a Aljašky (většinou severně od 60° s. š.). Koncem léta migruje na teplých oblastí severní i jižní polokoule jako je jihovýchodní Asie, Austrálie, pacifické ostrovy či Nový Zéland.
Kulík pacifický občas protahuje na Slovensku (Oravská přehrada), v Česku byl zaznamenán zatím pouze jednou v roce 2021 u Chocně v místě budoucího Ptačího parku Rzy.

## Ochrana
Druh je zahrnut v Bonnské úmluvě (Příloha II).